# 1959 en Saskatchewan
Chronologie de la Saskatchewan
- 1955
- 1956
- 1957
- 1958
- 1959
- 1960
- 1961
- 1962
- 1963

Cette page concerne des événements d'actualité qui se sont produits durant l'année 1959 dans la province canadienne de la Saskatchewan.

## Politique
- Premier ministre : Tommy Douglas
- Chef de l'Opposition :
- Lieutenant-gouverneur : Frank Lindsay Bastedo
- Législature :

## Naissances

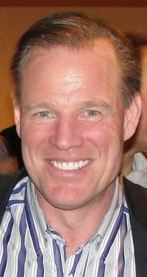
Brian Propp

- 15 février : Brian Philip Propp (né à Neudoii) est un joueur professionnel de hockey sur glace canadien[1].
- 29 mars : Brad Byron McCrimmon (né à Plenty - mort le 7 septembre 2011 à Iaroslavl en Russie) est un joueur professionnel de hockey sur glace ayant évolué dans la Ligue nationale de hockey (LNH). Il est devenu entraîneur.
- 29 juillet : Dirk Milton Graham (né à Regina) est un entraîneur et joueur professionnel canadien de hockey sur glace qui évoluait au poste d'ailier droit.
- 8 septembre : Carmen Campagne (née à Willow Bunch) est une auteure-compositrice-interprète canadienne originaire de la Saskatchewan. Elle est surtout connue pour ses œuvres adressées aux enfants dont la populaire chanson La Vache.
- 4 novembre : Ken Kirzinger, né en Saskatchewan, est un acteur et cascadeur canadien.